# Аралов, Семён Иванович
Семён Ива́нович Ара́лов (17 [29] декабря 1880, Москва — 22 мая 1969, там же) — советский военный и государственный деятель, революционер, полковник Советской Армии. Первый руководитель Регистрационного управления Полевого штаба Реввоенсовета Республики (1918—1919).

## Биография
Из мещан города Дмитрова Московской губернии. Окончил Московское коммерческое училище, затем Московский коммерческий институт.

### В 1902—1917 годах
В 1902 году вступил в РСДРП; примкнул к революционной молодёжи. Революционным кругом общения стали Шнеерсон (парткличка Сергей), Розалия Землячка, Топорков. В этом же году, с целью отбытия воинской повинности, поступил в Москве в Перновский 3-й гренадерский полк
вольноопределяющимся рядового звания. После года действительной военной службы был уволен, в унтер-офицерском звании, в запас армии и произведён в ноябре 1903 года в прапорщики запаса армейской пехоты.
В период русско-японской войны, ввиду болезни, получил временную отсрочку от мобилизации с осени 1904 до весны 1905 года. Весной 1905 года вновь был призван в Русскую императорскую армию, зачислен в Ростовский 2-й гренадерский полк прапорщиком и отправлен в район боевых действий в Харбин (Маньчжурия). В период революции 1905 года вёл революционную агитацию среди солдат и готовил вооружённое выступление солдат в Харбине, после раскрытия подготовки которого дезертировал, избежал ареста и нелегально вернулся в Москву (по утверждению ряда авторов, был приговорён тогда к смертной казни). По прибытии стал участником военной организации московского комитета РСДРП, которая организовывалась во главе с Е. Ярославским, Р. Землячкой. Вернувшись в Москву вскоре после поражения Декабрьского вооруженного восстания 1905 года, организовал на своей квартире склад оружия, оставшегося на руках у бывших членов рабочих дружин, и революционной литературы.
После поражения первой русской революции отошёл от революционной деятельности, в 1908 году поступил в Московский Коммерческий институт на вечернее обучение, работал в банке, подрабатывал репетиторством; женился на дочери московского священника Софье Ильиничне Флериной. В 1907 году поступил наставником в Рукавишниковский исправительный приют для малолетних преступников, вёл занятия на Пречистенских вечерних курсах для рабочих.
В июле 1914 года, в связи с началом Первой мировой войны, был мобилизован на службу в 7-й гренадерский Самогитский полк. Вскоре был отправлен на фронт с 215-м пехотным Сухаревским полком 54-й пехотной дивизии. Участвовал с полком, в чине прапорщика, в Восточно-Прусской операции (полк входил в состав 1-й армии), попадал в окружение, но с боями вырвался оттуда.
С осени 1914 года прапорщик Аралов состоял в 114-м пехотном Новоторжском полку (29-й пехотной дивизии), был младшим офицером в 9-й роте полка; в 1915 году временно командовал 12-й ротой. В марте 1916 года был произведён в подпоручики, затем, в мае 1916 года, в поручики (старшинство с 19.11.1915); к концу 1916 года имел чин штабс-капитана, командовал ротой. Как писал сам в своей автобиографии, участвовал более чем в 20-ти сражениях. По некоторым данным, с 14 (27) февраля 1917 года был старшим адъютантом штаба 174-й пехотной дивизии 20-го армейского корпуса 3-й армии на Юго-Западном фронте; награждён 5-ю боевыми орденами.
С начала февральской революции 1917 года принимал активное участие в революционном движении, стал активным меньшевиком, был избран сначала в полковой, затем дивизионный и после — в армейский комитет 3-й армии. Сотрудничает с газетой «Голос III Армии», где с мая по декабрь 1917 года публикует ряд материалов. Самый известный из них — статья «Предатели революции». Член Предпарламента. Делегат на II-м съезде Советов рабочих и солдатских депутатов как представитель Западного фронта в Совете войсковых организаций при военном министре.
Осенью 1917 года был назначен помощником командира 114-го пехотного Новоторжского полка, который к тому времени был выведен с фронта в Гельсингфорс. Демобилизован в январе 1918 года.

### В Красной Армии
В январе 1918 года вернулся в Москву и по рекомендации Е. М. Ярославского приступил к работе в штабе Московского военного округа в качестве руководителя оперативного отдела. С марта — член РКП(б). В апреле 1918 года оперативный отдел был реорганизован в оперативный отдел Народного Комиссариата по военным делам РСФСР, под его управление была передана вся войсковая и агентурная разведка РККА, а С. И. Аралов стал начальником данного отдела.
С сентября 1918 года, с момента организации, — член Реввоенсовета (РВС) Республики (председатель Л. Д. Троцкий) и комиссар Всероглавштаба. 

Регулярные предательства на Восточном фронте толкнули большевиков на ужесточение контроля над военспецами. 5 октября 1918 года главнокомандующий РККА И. И. Вацетис разослал по фронтам категорическое распоряжение: «Приказываем всем штабам армий республики и окружным комиссарам представить по телеграфу в Москву члену революционного военного совета республики Аралову списки всех перебежчиков во вражеский стан лиц командного состава со всеми имеющимися необходимыми сведениями об их семейном положении. Члену Реввоенсовета товарищу Аралову принять по соглашению с соответствующими учреждениями меры по задержанию семейств предателей и о выработанных мерах сообщить революционному военному совету для всеобщего объявления»
— Критский М. Красная армия на Южном фронте // Архив Русской революции. — М., 1993. — Т. 17—18. — С. 270.
.
В то же время Аралов, отдавая себе отчёт в невозможности организации разведывательного дела без военных специалистов, активно выступал в защиту военспецов от огульных чисток, чем даже заслужил упрёки от Троцкого в излишней мягкотелости.
14 октября 1918 года по совместительству был назначен членом Военно-революционного трибунала при Революционном Военном Совете Республики. 5 ноября 1918 года назначен руководителем вновь образованного Регистрационного управления Полевого штаба Реввоенсовета Республики (ныне ГРУ ГШ ВС РФ); официально числился в должности до января 1920 года, но фактически уже с лета 1919 года вёл политическую работу в войсках, переложив организацию военной разведки на своих заместителей. С 16 июня 1919 по 21 ноября 1920 года — член РВС 12-й армии, с 18 декабря по 29 декабря 1919 года — член РВС 14-й армии. С 21 ноября 1920 года — член РВС Юго-Западного фронта. Участвовал в советско-польских переговорах по перемирию, а по завершении боевых действий — в комиссии по формированию Киевского военного округа.

### На дипломатической работе

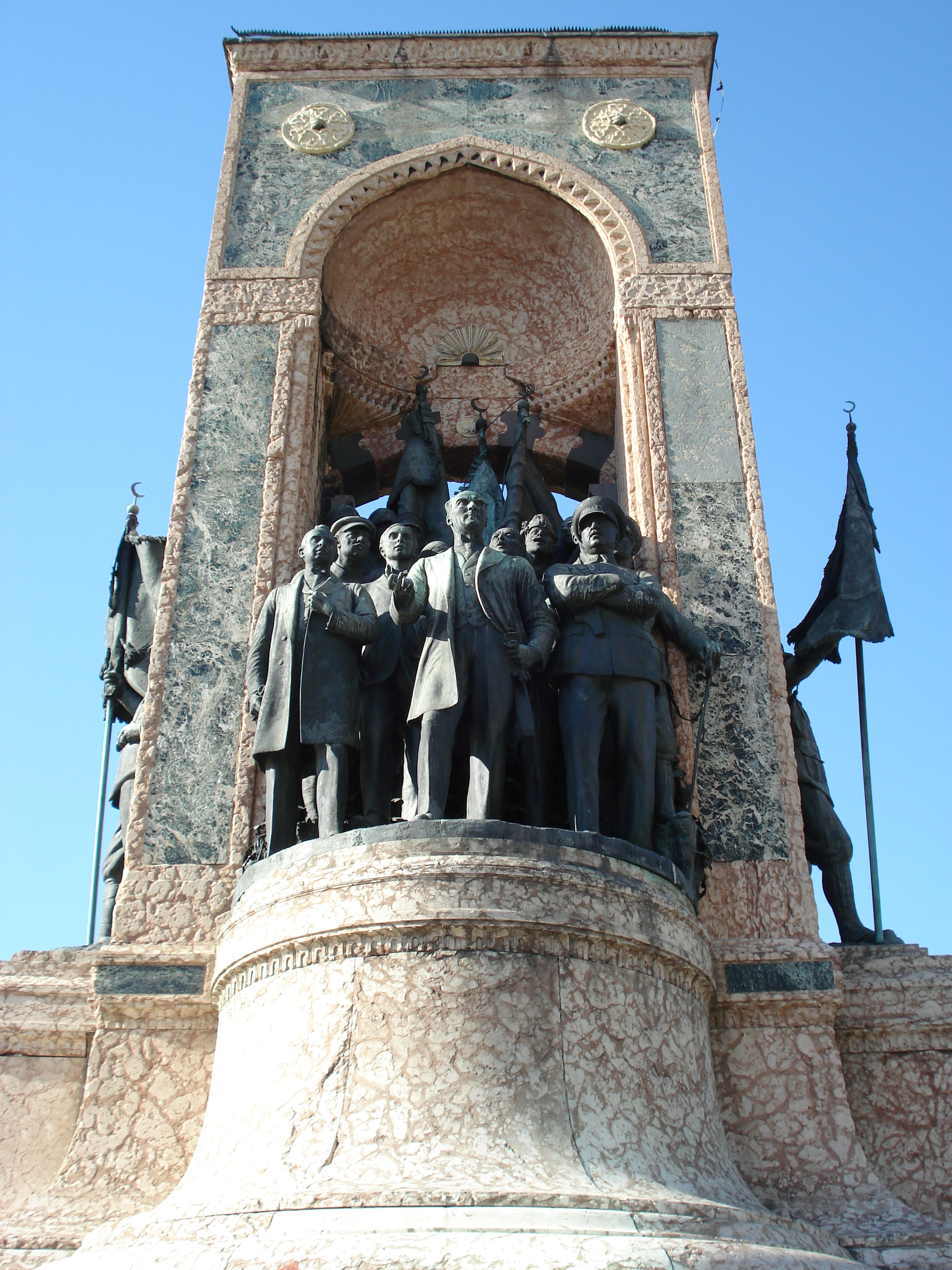
Монумент Республики на стамбульской площади Таксим в Турции. Правее расположенной в центре скульптуры Ататюрка стоят Климент Ворошилов и Семён Аралов

С апреля 1921 года — в Народном комиссариате по иностранным делам РСФСР (с 1922 года — НКИД СССР), полномочный представитель РСФСР в Литве (в Ковно), где пробыл до ноября 1921 года.
С 5 января 1922 года — полномочный представитель РСФСР в Турции.
По личному распоряжению первого турецкого президента Мустафы Кемаля (Ататюрка) память о первых шагах в становлении и развитии отношений нового типа между Россией и Турцией увековечена в скульптурной композиции, возведенной в 1928 году на площади Таксим в Стамбуле. Бронзовая фигура полномочного представителя РСФСР С. И. Аралова занимает одно из главных мест в группе лидеров турецкого национально-освободительного движения на южной стороне монумента. Этим выражена признательность за политическую, военную и финансовую помощь, оказанную Советской Россией в деле обретения Турцией независимости в 1923 году. Скульптуру Аралова, расположенную позади скульптуры К. Е. Ворошилова, нередко ошибочно называют памятником Фрунзе.
В апреле 1923 года получил назначение полпредом в Чехословакию, но к исполнению должности не приступил под давлением чешской печати, назвавшей Аралова одним из активных участников борьбы против чехословацких легионеров в 1918 году.
С мая 1923 по апрель 1925 года был полномочным представителем СССР в Латвии (в Риге), где в конце декабря 1924 года организовал творческий вечер Владимира Маяковского. Поэт, возвращаясь из Парижа в Москву, читал стихи в клубе полпредства.
В мае 1925 года был назначен членом коллегии Народного Комиссариата по иностранным делам СССР и одновременно — уполномоченным НКИД СССР при правительстве РСФСР. Находясь на этой должности, направил в Моссовет письмо, решившее судьбу церкви Введения во Храм Пресвятой Богородицы на Большой Лубянке.
Полномочный представитель при правительстве Китая с декабря 1926 по октябрь 1927 года.

### На хозяйственных должностях
С 1927 года член Президиума и заведующий Иностранным отделом ВСНХ СССР. По предложению президиума ВСНХ утверждён начальником Главного управления по высшим техническим учебным заведениям (Главтуз). Был председателем акционерного общества «Экспортлес». С 1932 года — начальник Главного управления государственного страхования и член коллегии Наркомфина СССР. По некоторым данным, в период «Большого террора» подвергался репрессиям и в 1936—1939 г.г. отбывал заключение как «враг народа», однако был выпущен после ареста Ежова. В дальнейшем по 1941 год — заместитель директора Государственного Литературного музея В. Д. Бонч-Бруевича.

### Великая Отечественная война
В самом начале Великой Отечественной войны (июль 1941 года) в возрасте 60 лет добровольцем поступил в 21-ю дивизию народного ополчения Киевского района Москвы, где назначен помощником начальника оперативного отделения штаба дивизии. С 16 августа 1941 года и до конца войны служил начальником трофейного отдела в штабе 33-й армии. С октября 1945 года — командир 23-й отдельной трофейной бригады. Официально зачислен в штат Красной Армии в декабре 1941 года. Участвовал в битве за Москву, Ржевской битве, Смоленской, Оршанской, Белорусской, Варшавско-Познанской и Берлинской наступательных операциях.
За годы войны был несколько раз награждён орденами:
- Приказом Военного Совета Западного фронта № 359 от 28.03.1942 года начальник 4-го отделения оргпланового отдела управления тыла 33-й армии полковой комиссар Аралов награждён орденом Красной Звезды, за то что в период боев под Наро-Фоминском в ноябре-декабре 1941 года непосредственно руководил, находясь недалеко от переднего края обороны, эвакуацией в тыл 40 тракторов, свыше 100 тонн зерна, Апрелевского завода (около 100 вагонов цветных металлов и заграничного оборудования), трофейных танков, снарядов, мин, мотоциклов, велосипедов — всего 130 вагонов с трофеями и эвакуируемым имуществом[28].
- Приказом Военного Совета 2-го Белорусского фронта № 202 от 18.08.1944 года награждён орденом Отечественной войны II степени за организацию укомплектования трофейных отделов частей армии личным составом и материальной частью за счет трофейного имущества на 60 % и за 100 % выполнение заданий-планов Военного Совета фронта по отгрузке металлолома предприятиям промышленности[29].В 1944 году награждён медалью «За оборону Москвы».
- Приказом по 1-му Белорусскому фронту № 477/н от 23.03.1945 года полковник интендантской службы Аралов награждён орденом Отечественной войны I степени за сбор на полях сражений в 1944 году и отправку в тыл 229 танков, 583 автомашины, 127 артиллерийских орудий, 29534 снарядов, 1100000 патронов, 10706 миномётных мин, 15395 тонн чёрных металлов и другого военного имущества[30].
- Приказом № 41/н от 19.07.1945 года по Группе советских оккупационных войск в Германии полковник интендантской службы Аралов награждён орденом Красного Знамени за руководство и участие в процессе сборки и отправки в тыл 26500 тонн зерна муки и другого продовольствия; 86000 голов скота; инженерно-технического имущества — 680 вагонов; интендантского и хозяйственного имущества — 460 вагонов, демонтаж и отправки 10 крупных предприятий; отправке 224 вагонов с промышленным оборудованием; обнаружения и сохранения 4-х крупных артиллерийских и инженерно-технических складов[31].
- Полковник Аралов приказом по штабу 33-й армии награждён медалью «За победу над Германией»[32].

### Послевоенные годы
С октября 1946 года — в отставке. Находился на партийной работе. С 1957 года — на пенсии. Автор нескольких книг и многочисленных публикаций в советской прессе.
Похоронен на Новодевичьем кладбище в Москве.

## Неподтвержденные моменты биографии
- Несмотря на то, что некоторые источники[33] сообщают о принадлежности С. И. Аралова к меньшевикам-интернационалистам, по другим данным[34], в этот период своей жизни он отстаивал позиции меньшевиков-оборонцев.
- По некоторым предположениям[35][36], во время работы в Реввоенсовете 12-й армии на Украине С. И. Аралов был организатором убийства начдива 44-й стрелковой дивизии РККА Н. А. Щорса.

## Работы
- Аралов С. И. Ленин вёл нас к победе Архивная копия от 4 марта 2016 на Wayback Machine. — М.: Госполитиздат, 1962; 2-е изд. — М.: Политиздат, 1989.
- Аралов С. И. Воспоминания советского дипломата 1922−1923. — М.: ИМО, 1960.
- Аралов С. И. Ленин и Красная Армия. — М.: Знание, 1958
- Майский И. М., Аралов С. И., Сонкин М. Е. и др. Долг и отвага: Рассказы о дипкурьерах. — М.: Политическая литература, 1989.
- Аралов С. И. На Украине 40 лет назад (1919) : Рукопись[источник не указан 559 дней].

## Награды
Награды СССР
- орден Ленина (23 марта 1956)
- орден Красного Знамени (19 июля 1945)
- орден Отечественной войны  I степени (23 марта 1945)
- орден Отечественной войны II степени (18 августа 1944)
- два ордена Красной Звезды (28 марта 1942; 28 октября 1967)
- орден «Знак Почёта» (10 января 1961)[37]
- медали СССР

Награды Российской империи:
- - Святой Анны II степени с мечами
  - Святого Станислава II степени с мечами (утв. ВП от 2 декабря 1916)
  - Святой Анны III степени с мечами и бантом (утв. ВП от 18 мая 1916)
  - Святого Станислава III степени с мечами и бантом (утв. ВП от 29 февраля 1916)
  - Святой Анны IV степени с надписью «За храбрость» (утв. ВП от 2 июля 1916)
  - Медаль «В память русско-японской войны»

Иностранные награды
- ордена и медали Польской Народной Республики[39].